# Холендер, Филип
Филип Холендер (венг. Holender Filip; 27 июля 1994, Крагуевац, Югославия) — венгерский футболист сербского происхождения, нападающий клуба «Партизан» и сборной Венгрии. Участник чемпионата Европы 2020.
Филип родился в Сербии. Его дед был венгром, поэтому в 2014 году он принял решение выступать за Венгрию.

## Клубная карьера
Холендер — воспитанник клубов «Раднички» и венгерского «Гонвед». 8 марта 2013 года в матче против «Пакш» он дебютировал в чемпионате Венгрии в составе последних. 1 сентября в поединке против «Ракоци» Филип забил свой первый гол за «Гонвед». В 2017 году Холендер помог клубу выиграть чемпионат. В 2019 году он стал лучшим бомбардиром чемпионата Венгрии. 
Летом 2019 года Холендер перешёл в швейцарский «Лугано». 21 июля в матче против «Цюриха» он дебютировал в швейцарской Суперлиги. 25 августа в поединке против «Санкт-Галлен» Филип забил свой первый гол за «Лугано».
В 2020 году Холендер на правах аренды перешёл в белградский «Партизан». 26 октября в матче против «Раднички» он дебютировал в сербской Суперлиге. 21 ноября в поединке против «Пролетера» Филип забил свой первый гол за «Партизан». По окончании аренды он подписал с клубом полноценный контракт. 

## Международная карьера
18 ноября 2018 года в Лиги наций 2018/2019 против сборной Финляндии Холендер дебютировал за сборную Венгрии. 5 сентября 2019 года в товарищеском матче против сборной Черногории Филип забил свой первый гол за национальную команду. В 2021 году Холендер принял участие в чемпионате Европы. На турнире он был запасным и на поле не вышел. 

### Голы за сборную Венгрии
| #   | Дата            | Место                              | Противник  | Счёт | Результат | Соревнование      |
| --- | --------------- | ---------------------------------- | ---------- | ---- | --------- | ----------------- |
| 01. | 5 сентября 2019 | Под Горицом, Подгорица, Черногория | Черногория | 0:1  | 2:1       | Товарищеский матч |

## Достижения
Командные
 «Гонвед»
- Победитель чемпионата Венгрии (1) — 2016/2017